# Manuel Ruiz Caro de Torres

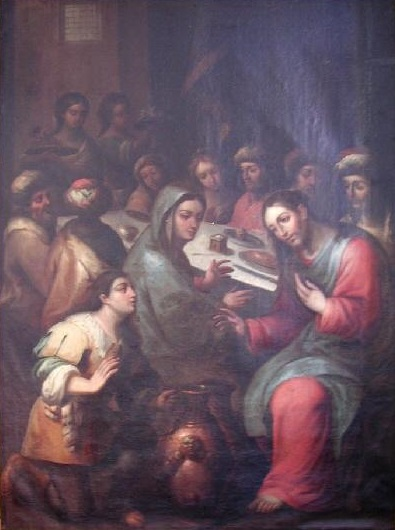
Bodas de Caná, óleo sobre lienzo (167 x 125 cm), Granada, Museo de Bellas Artes.

Manuel Ruiz Caro de Torres, fue un pintor barroco de la escuela granadina de pintura fallecido en 1710.
Estrechamente relacionado con los también pintores Miguel Pérez de Aibar y Juan de Salcedo, vecinos los tres de la parroquia de San José, y seguidor de Juan de Sevilla y, a través de él, de Alonso Cano, es poco lo que se conoce de su biografía. 
Entre sus obras, de género religioso todas ellas y destinadas a las iglesias granadinas, se mencionan un San Francisco de Asís ante la aparición de San Pablo, lienzo de grandes dimensiones firmado en el muro del ábside de la iglesia de Santo Domingo, y los dos lienzos conservados en el Museo de Bellas Artes de Granada: La Presentación de la Virgen en el templo y unas Bodas de Caná de composición abigarrada.